# Timpaan (Wendela Gevers Deynoot)
Timpaan is een artistiek kunstwerk in Amsterdam-Centrum.
Bij de bouw van de Oranje Nassaukazerne aan de Sarphatistraat in Amsterdam werden de timpanen opgevuld met beeldhouwwerk, gemaakt in het atelier van stadsbeeldhouwer Christiaan Welmeer. Het timpaan aan de westzijde (aan de latere Kazernestraat) bleef echter leeg. Toen de kazerne haar deuren sloot en het gebouw omgebouwd werd tot woningen en bedrijfsruimten werd door de nieuwe eigenaar Woningstichting De Key aan kunstenaar Wendela Gevers Deynoot gevraagd het timpaan alsnog op te vullen. Zij maakte een soort modern wapenschild. Ze verwees daarbij naar de wijziging in gebruik van het gebouw. Er zijn vijf pijlen te zien, die losgebroken zijn uit het schild; ze wijzen een andere kant op, dan hun "originele afdruk" dat naar de hemel wijst. Het beeld is gemaakt in de kleuren geel/goud, wit en blauw, geïnspireerd op andere beeldhouwwerken in en aan het gebouw.
Het is vijf meter breed, 3 meter hoog en een meter diep.